# Fauces (arquitectura)

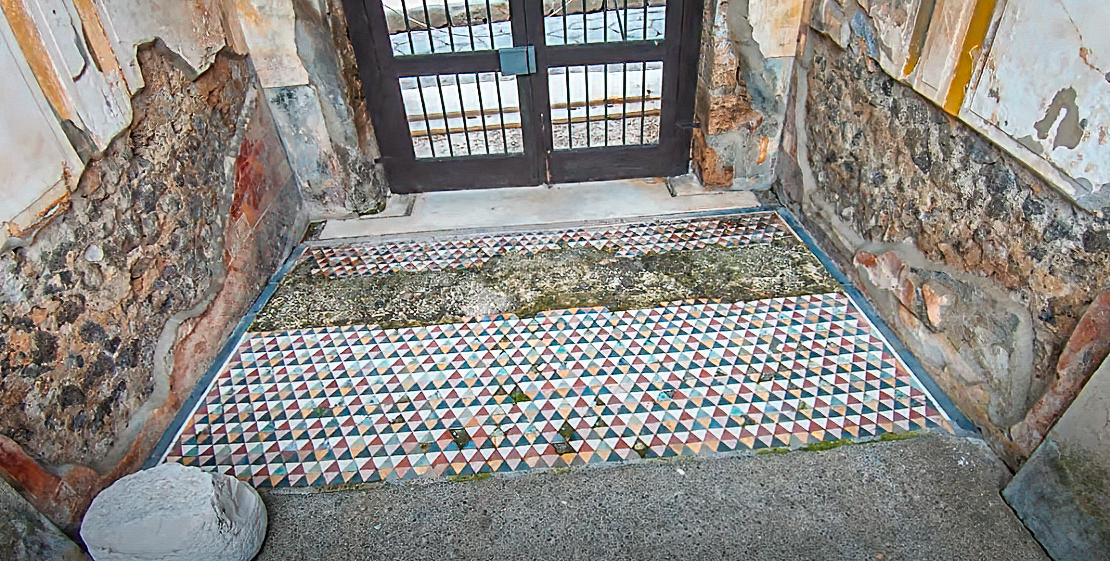
Fauces a la Casa del Faune a Pompeia

Fauces és un terme arquitectònic definit per Vitruvi per a descriure uns passadissos estrets situats als costats del tablinum, a través dels quals es podia accedir de l'atri (arquitectura) al peristil a la part posterior (Vitr. Arc. 6.3.6).
Fauces (faucēs -ium, f. Significa una obertura estreta en diversos contextos) és la paraula llatina per la sala d'entrada, és on el propietari de la casa intentava impressionar els seus visitants amb un mosaic gran i luxós al terra de la sala d'entrada. Era força comú que les domus tinguessin mosaics d'animals protegint les seves cases.